# Talco (Texas)
Talco es una ciudad ubicada en el condado de Titus en el estado estadounidense de Texas. En el Censo de 2010 tenía una población de 516 habitantes y una densidad poblacional de 259,75 personas por km².

## Geografía
Talco se encuentra ubicada en las coordenadas 33°21′46″N 95°6′8″O / 33.36278, -95.10222. Según la Oficina del Censo de los Estados Unidos, Talco tiene una superficie total de 1.99 km², de la cual 1.98 km² corresponden a tierra firme y (0.13%) 0 km² es agua.

## Demografía
Según el censo de 2010, había 516 personas residiendo en Talco. La densidad de población era de 259,75 hab./km². De los 516 habitantes, Talco estaba compuesto por el 75.58% blancos, el 13.18% eran afroamericanos, el 1.55% eran amerindios, el 0.78% eran asiáticos, el 0% eran isleños del Pacífico, el 5.81% eran de otras razas y el 3.1% pertenecían a dos o más razas. Del total de la población el 19.38% eran hispanos o latinos de cualquier raza.